# Бородатая пенелопа
Бородатая пенелопа (лат. Penelope barbata) — птица семейства краксов, обитающая в Южной Америке.
Численность популяции, по приблизительным оценкам 2012 года, составляет 6000—15 000 половозрелых особей.

## Ареал
Вид распространён в Эквадоре и Перу. Средой обитания вида являются тропические дождевые горные леса.

## Описание
Крупная птица длиной до 55 см и весом около 1,6 кг. Питается плодами различных деревьев.